# 照屋林助
照屋 林助（てるや りんすけ、1929年4月4日 - 2005年3月10日）は、音楽家、漫談家。第二次世界大戦後の沖縄県の娯楽・芸能をリードした、「沖縄ポップカルチャー」の第一人者。「テルリン」の愛称で親しまれた。息子はりんけんバンドのリーダー・照屋林賢で、姪孫にモデルの知花くらら、親戚に白団メンバーの照屋林蔚、その妻の照屋敏子がいる。

## 経歴
1929年、琉球古典音楽野村流の研究家・照屋林山の長男として大阪に生まれる。
1936年、7歳の時に家族とともに父の故郷・沖縄県に移住。16歳時にアメリカ軍の捕虜となった。
琉球古典音楽研究家で、のちに「沖縄のチャプリン」とも呼ばれた小那覇舞天に強い影響を受ける。終戦直後、石川市（現在のうるま市）に設けられた難民収容所で悲しむ人々の間で、舞天とともに「生き残ったことをお祝いしよう」と歌を歌いながら呼びかけた。また、舞天とふたりで、村々を巡って「命の御祝じ（ヌチヌグスージ）」と称し、芸で人々を元気づけた。
その後も三線を用いた漫談やボードビルショーを続け、1955年には初のレコードを発売。
1957年に前川守康と「ワタブーショー」（「ワタブー」は「大腹」＝デブの意で、実際に身長約180センチ、体重100キログラムを超える巨体であった）を結成。パロディーや歌謡、洋楽などを盛り込んだ、可笑しくも含蓄の深い漫談で長年に渡って活躍。その芸風は後進の沖縄芸能・ミュージックシーンに多大な影響を与えた。テレビ・ラジオ番組になどでも精力的に活動し、人気を博す。
父林山がコザ市（現在の沖縄市）に1936年に開業した三線店（現照屋林助三線店、現店主は息子の照屋林次郎）を利用して、エレキ三線、四線、二首三線などを考案した。何事にも研究熱心で、芸能活動のかたわら離島の民謡や童謡を採集、大学の聴講生として民俗学や国文学も学んだ。
1966年、高倉健主演の映画『網走番外地 南国の対決』に神谷義武、森田豊一、吉之浦朝治といった沖縄芝居の役者と共に出演し、アラカンこと嵐寛寿郎が振り回す釣り竿の針に鼻の穴を引っかけられて、痛がるチンピラ役を演じた。
1971年-1977年には自宅で民宿を経営。1981年には自宅二階を改造して「てるりんはうす」というライブハウスにした。
1985年と1989年には高嶺剛監督の映画『パラダイスビュー』、『ウンタマギルー』に出演。
1990年に沖縄市で「コザ独立国」の建国を宣言。自身も「終身大統領」を名乗り、東アジアやアメリカの文化をチャンプルー（「ごちゃ混ぜにする」の意味の方言）した「チャンプラリズム」で新たな沖縄芸能・文化の方向性を模索していった。
1991年にはワタブーショーのいでたちで水虫薬のCMに出演し（ロケは琵琶湖で行われた）、全国的にも名を知られるようになった。
1994年に沖縄市文化功労賞、2000年に沖縄県文化功労賞を受賞。
1997年には1990年代からの沖縄ブームの中で筑紫哲也との共著『沖縄がすべて』を出版。
2000年頃から足指が壊死するなど糖尿病が悪化して療養しながら、講演活動もしていたが、2005年3月10日に合併症の肺炎のため具志川市の病院で死去。コザ独立国の大臣や大使らが遺志を継いで、5月に「国葬」が行われた。

## CD

### 自身作品
- 『沖縄漫談 平成ワタブーショウ』照屋林助（1996）
- 『沖縄よろず漫芸 平成ワタブーショー沖縄チャンプラリズムの神髄2』 照屋林助（1996）
- 『67の青春』 照屋林助、照屋林賢（1996）
- 『平成ワタブーショー3 スマイル?沖縄の笑い』 照屋林助、松田弘二、仲本興次、宮里政男（1998）
- 『てるりん 照屋林助作品集』（2000）
- 『うちな〜ゆんたく・沖縄の笑い芸』 小那覇舞天、照屋林助（2005）

### 参加作品
- 『ちゅらぢゅら』 りんけんバンド（1993）
- 『ゴンゴン』 りんけんバンド（1994）
- 『チェレン』 りんけんバンド（1995）
- 『一つ星』 りんけんバンド（1996）
- 『夏ぬ子』 りんけんバンド（1997）
- 『ZAN』 上原知子（1997）
- 『パーリー（ベスト）』 りんけんバンド（1998）
- 『ハウリング・ウルフ』 登川誠仁（1998）
- 『珊瑚抄II〜三線による島の唄集』 新垣雄、上地一成、よなは徹（2003）
- 『奄美の哭きうた』 里国隆（2006、テイチクエンタテインメント）

### 収録オムニバス盤
- 『語やびら島うた、ふたたび』  照屋林助、大工哲弘、饒辺愛子、知名定男ほか（1992）
- 『ベスト・オブ・丸高』 照屋林助、船越キヨ、照屋林山、知名定繁ほか（2004）
- 『黄金時代の沖縄島唄4』 ウチナー・ポップの祖、てるりん（照屋林助）作品集 照屋林助、亀谷朝仁、知名定男、瀬良垣苗子ほか（2005）
- 『琉球レアグルーヴ2』 照屋林助、伊波和子、喜瀬ハツエ、でいご娘、玉栄政昭（2006）
- 『生命（ヌチ）燃えるうた（三）』 日本の音楽・楽器、照屋林助、嘉手苅林昌、饒辺愛子、山川まゆみ&ユイユイシスターズほか（2008）
- 『これが南国のリズムだ!カチャーシー大会』照屋林助、知名定男、登川誠仁、嘉手苅林昌（2008）

## 映画
- 『網走番外地 南国の対決』 監督：石井輝男（1966、東映東京）
- 『パラダイスビュー』 監督：高嶺剛（1985）
- 『ウンタマギルー』 監督：高嶺剛（1989）
- 『パイナップル・ツアーズ』 監督：真喜屋力、中江裕司、當間早志（1992）

## 著書
- 『沖縄地謡全集：かぎやで風から唐船ドーイまで』 照屋林助編、沖縄郷土芸能愛好会、1977.11（てるりんはうす郷土芸能愛好会、1983）
- 『沖縄がすべて』筑紫哲也、照屋林助 河出書房新社、1997.9
- 『てるりん自伝』照屋林助著 北中正和編 みすず書房、1998.1
- 『沖縄の神さまから贈られた言葉』晶文社、2003.5

## 執筆記事
- 「沖縄のボードビリアン、終戦を語る」『中央公論』111(10)pp232-237、1996.9
- 「沖縄語(うちな-ぐち)にこだわる人々 -命の祝儀さびら-」『思想の科学』1990-1991、（照屋林助、儀間進）、「思想の科学」編集委員会

## 主題とされた作品

### テレビ
- 『笑う沖縄　百年の物語』、日本放送協会、2011年6月18日

### 演劇
- 『命舞々（ぬちまいまい）』、藤木勇人、沖縄伝統太鼓ひびき ほか（2011年） - 小那覇舞天と照屋林助の珍道中を演じた舞踊劇[2]。

## コザ・てるりん祭
沖縄市の旧コザ地区にある沖縄市センター商店街では、照屋の業績に敬意を表し、名を冠したイベントを中央パークアベニューなどで開催している。第1回は2009年6月6日に行われ、登川誠仁を始めとする照屋に縁のある琉球民謡の歌手たちが多数参加した。2010年（第2回）以降は毎年、林助の生誕日である4月4日に開催されている。